# Mästermyr
Mästermyr ist ein ehemaliges Moorgebiet auf der schwedischen Insel Gotland.
Es liegt südlich von Levide und Fardhem, westlich von Hemse und Alva, nördlich von Hablingbo und östlich von Sproge und Silte und begann nur wenige hundert Meter östlich der Kirche von Silte. Im Jahr 1936 wurde das Feuchtgebiet trockengelegt und in Ackerland umgewandelt.

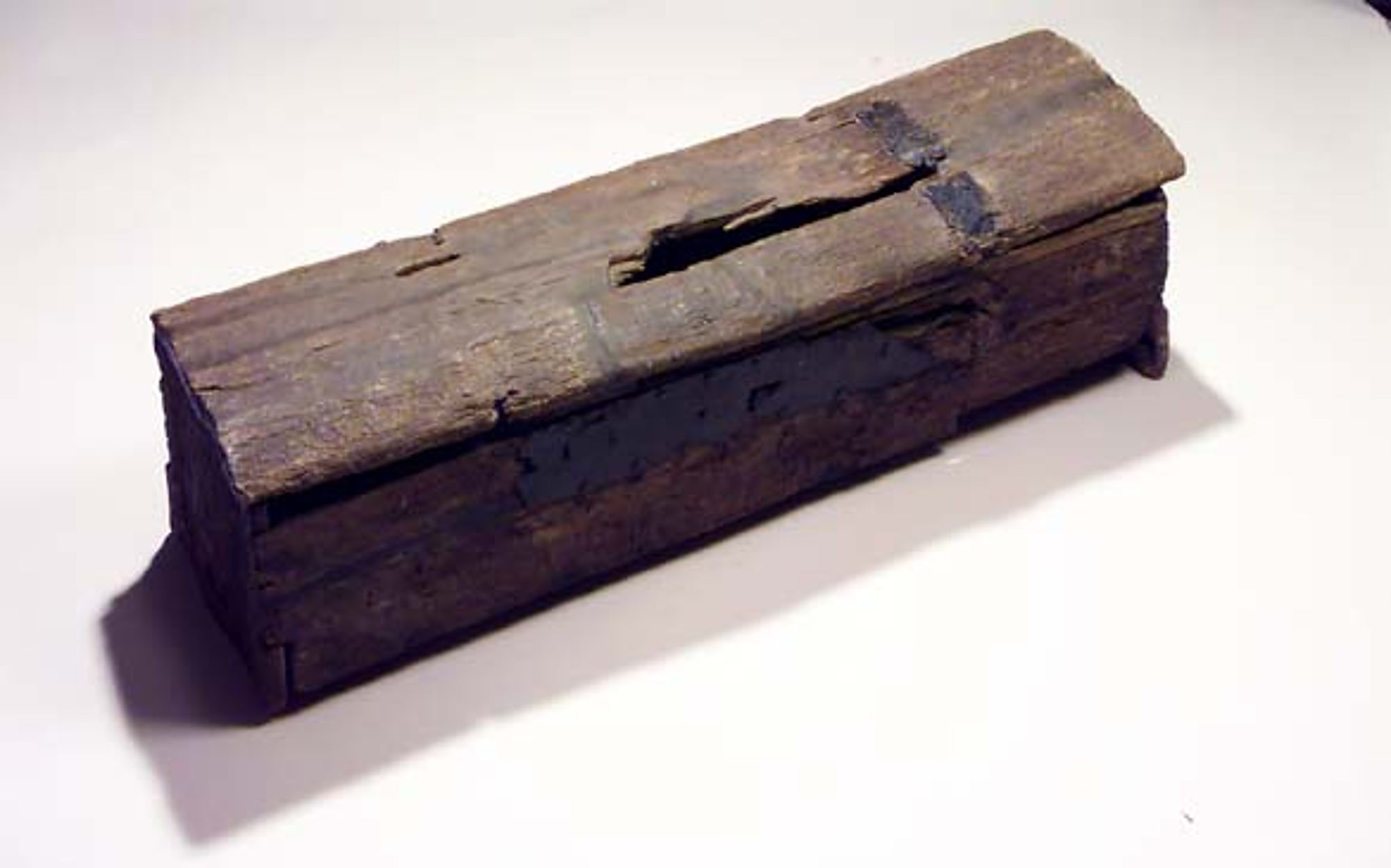
Die Werkzeugkiste geschlossen

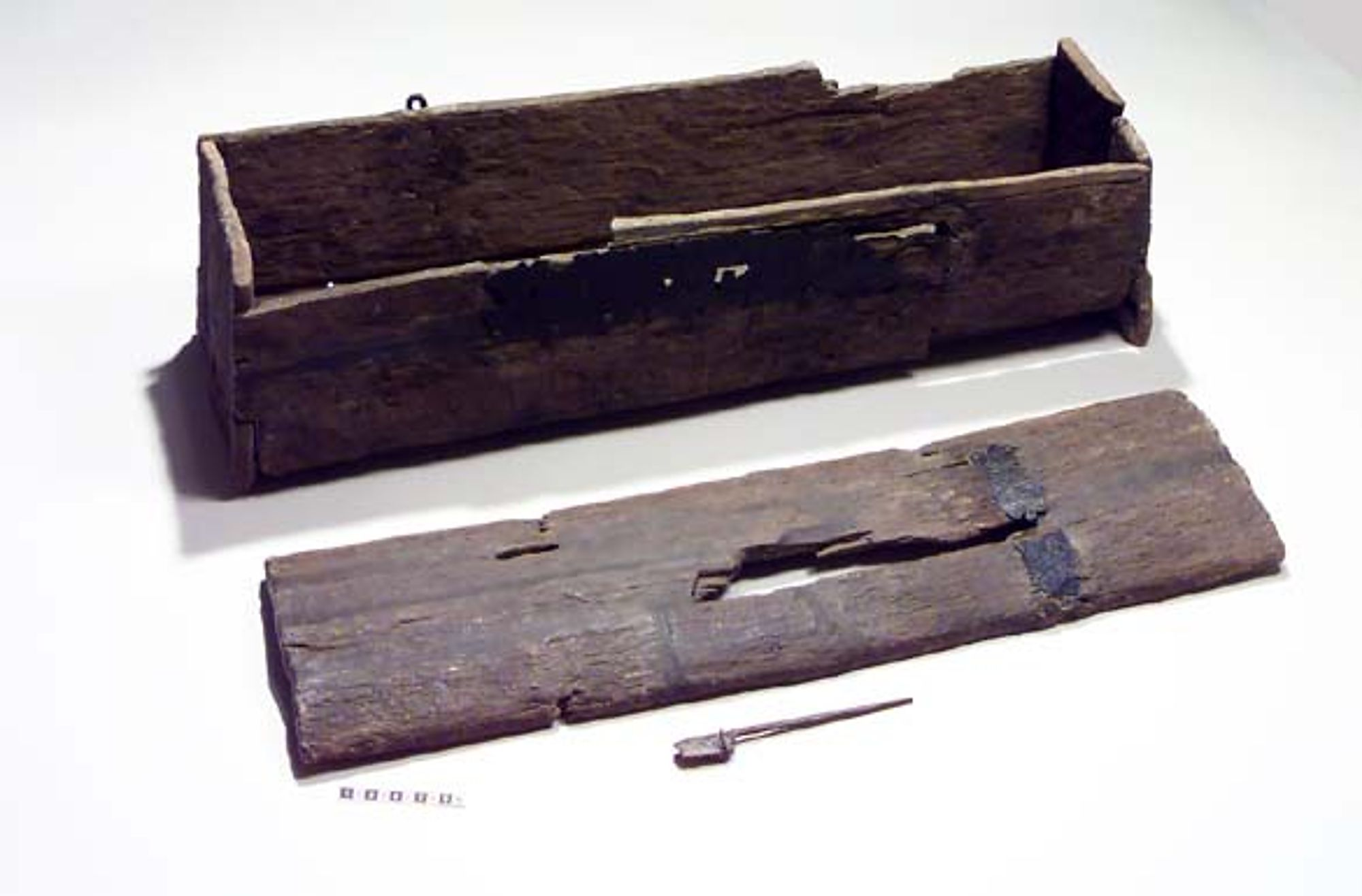
Die Werkzeugkiste mit abgenommenem Deckel

Bekannt wurde der Ort, nachdem dort beim Anpflügen des neu erschlossenen Ackerlandes eine Kiste mit einer großen Menge Eisenwerkzeugen aus der Wikingerzeit gefunden wurde. Die Holzkiste und ihr Inhalt geben einen wertvollen Einblick in die Technologie wikingerzeitlicher Handwerker. Der Fund wird vom staatlichen historischen Museum in Stockholm aufbewahrt.

## Fundumstände
Als der durch die Trockenlegung gewonnene Acker zum ersten Mal gepflügt wurde, tauchte der wertvolle Fund auf. Der Acker war noch sehr weich, fast wie in einem Feuchtgebiet, was natürlicherweise bedeutet, dass viele organische Bestandteile und die Kiste selbst über eine so lange Zeit erhalten bleiben konnten. Im Herbst 1936 wurde die fette und feuchte Ackerkrume durchpflügt, also plötzlich ein sonderbarer Bronzekessel auftauchte. Nach einer Weile des intensiven Begutachtens konnte doch der Traktorfahrer feststellen, dass sich um uninteressanten Schrott handelt und er warf ihn zur Seite. Er war jedoch nicht wertlos, weil er aus der Wikingerzeit stammte. Als der Traktorfahrer die nächste Furche in die Erde pflügte, wurde plötzlich ein schwarzes, größeres archäologisches Fundstück aus der Erde gezogen.
Er sprang herunter und untersuchte, was das war. Es war eine Kiste. Wissend, dass er einen alten Fund erwischt hatte, aber unwissend über seinen Wert, zerschlug er die Eisenkette, mit der die Kiste zusammengebunden war und brach das Schloss auf, in der Hoffnung, einen Schatz mit Silber oder gar Gold zu finden. Aber die Hoffnungen zerschlugen sich unmittelbar. Der Mann, Hugo Kraft, sah nur eine „Suppe aus Rost“, kaum ein imponierender Anblick. Einige der Fundstücke nahm er jedoch mit und schnell erhielten ein paar Archäologen von dem Fund Kenntnis und fuhren dorthin. Sie wurden nicht enttäuscht, im Gegenteil.
Als sie die Kiste aus dem Lehm geborgen hatten, schickten sie sie unmittelbar an die Konservatoren in Stockholm. Die Kiste war voll mit Werkzeugen.

## Der Kistenfund
Der überwiegende Teil des Funds ist in die Kiste gelegt worden, aber man fand auch einige archäologische Fundstücke rund um die Kiste.  Drei Kessel aus Bronze, drei Kuhglocken (schwedisch skälla) aus Eisen  und ein Korb (schwedisch blosskorg). Wahrscheinlich gelangte das alles dorthin, als ein Boot kenterte, weil das Moor zu der Zeit noch ein offener See war.
Die Kiste war sehr groß, 90 × 25 cm in der Grundfläche und ungefähr 20 cm hoch. Sie war durch den Pflug fast nicht beschädigt worden, trotz der gewaltsamen Behandlung, der sie ausgesetzt war.
Der Deckel war leicht gewölbt und aus Brettern angefertigt. Die eigentliche Kiste war aus vier verschieden langen Brettern mit versenkten Ecken und einer Schließvorrichtung aus Eisen angefertigt worden.

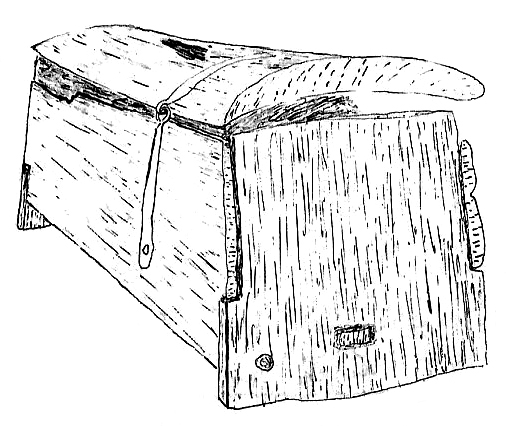
Zeichnung aus dem Fundbericht
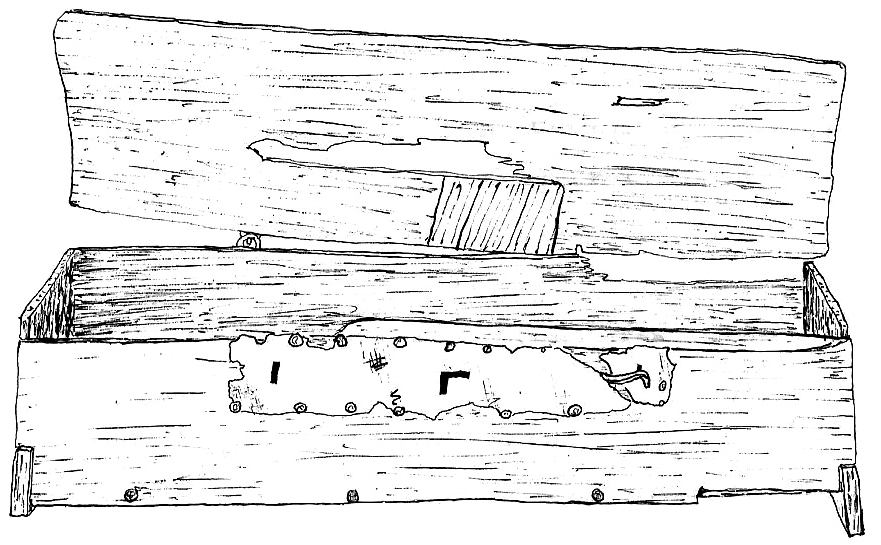
Zeichnung mit geöffnetem Deckel
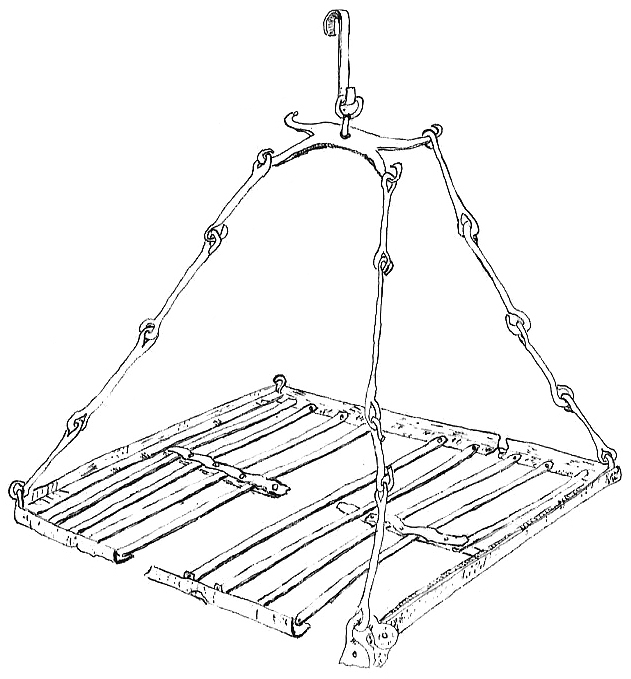
Der Eisengrill